# Rapfen
Der Rapfen oder Schied (Leuciscus aspius, Syn.: Aspius aspius) ist eine Fischart aus der Familie der Karpfenfische (Cyprinidae).
Der bis 80 (max. 120) Zentimeter lange Rapfen ist sehr stromlinienförmig. Das zahnlose Maul ist oberständig, sehr groß und die Maulspalte reicht bis unter das Auge. Rapfen haben 137 Zwischenmuskelgräten. Sie sind deshalb keine begehrten Speisefische.
Während der Fisch in seiner Jugend als typischer Friedfisch lebt, ernährt er sich mit fortgeschrittenem Alter räuberisch. Er ist neben dem Döbel der einzige Karpfenfisch in unseren heimischen Gewässern, der vorwiegend räuberisch lebt.
Die Laichzeit des Rapfens erstreckt sich von April bis Juni, wobei die Männchen Laichausschlag zeigen können. 
Der Rapfen lebt in Flüssen Mitteleuropas östlich des Rheins, und in Osteuropa bis zur Wolga. Sein südlichstes Vorkommen ist das Stromgebiet der Donau, sein nördlichstes Südschweden und der Süden Finnlands. Durch den Bau des Main-Donau-Kanals ist er von Osten her nach Westeuropa eingewandert. Der Rapfen ist ein typischer Oberflächenjäger und bevorzugt schnell fließende Gewässer mit starker Strömung.
Da in Deutschland die westliche Verbreitungsgrenze dieser Fischart liegt und ihr Lebensraum hier gefährdet ist, wurde sie von der EU in den Anhang der FFH-Richtlinie aufgenommen.

## Bedeutung für die Fischerei
Die im Rückenfilet links und rechts jeweils in einer Reihe sitzenden sogenannten Y-Gräten sowie die im Hinterteil sitzenden, längsstabilisierenden zwischenmuskulären Gräten des Rapfens lassen sich bei der Zubereitung nur mit Aufwand entfernen und wenn sie im Filet gelassen werden, sind sie beim Verzehr hinderlich. Deshalb wird der Rapfen von vielen Fischern verschmäht. Einzig eine Verarbeitung zu Hackfleisch erspart ein Entgräten und macht das Fleisch des Rapfens trotzdem gut essbar.

## Schutz
Der Rapfen wird von der Europäischen Union im Anhang II der FFH-Richtlinie geführt und gilt damit als Art von gemeinschaftlichem Interesse, für deren Erhaltung von den Mitgliedsstaaten besondere Schutzgebiete ausgewiesen werden müssen.